# Pinushydra
Pinushydra is een geslacht van neteldieren uit de  familie van de Corymorphidae.

## Soort
- Pinushydra chiquitita Bouillon & Grohmann, 1990